# Orosz Mihály (országgyűlési képviselő, 1905–2001)
Orosz Mihály (Jászdózsa, 1905. október 6. – Le Creusot, 2001. január 31.) magyar középiskolai tanár, országgyűlési képviselő.

## Élete
Jászdózsán született, 1905-ben, római katolikus vallású, korábban jómódú, de aztán elszegényedésnek indult kisgazda családban. Nagyapja, Orosz László az élete utolsó szűk egy évében, 1878. december 31-étől 1879 októberi haláláig Jászdózsa főbírója volt. Apja, Orosz János (1877–1955) kisbirtokos, fivére, János (1903–1984) pedig kereskedő volt, vagyis a család polgárosodásnak indult. Anyja, Guba Marcella (1874–1927) és annak családja Jászárokszállásról származott.
Középiskolai tanulmányait a jászapáti királyi főgimnáziumban folytatta, majd a budapesti Pázmány Péter Tudományegyetem bölcsészettudományi karán tanult tovább. Az egyetemen matematika-fizika szakos tanári diplomát szerzett, melynek birtokában a soproni főreáliskolában helyezkedett el, mint szerződéses tanár és ott tanított 1933. február 1-jétől 1939. február 1-jéig. Korabeli sajtóhírek szerint szélsőséges nézetei miatt vesztette el ottani állását, ezután visszatért a Jászságba, hivatalosan azért, hogy ott házi tanítóként kezdjen dolgozni.
Már diákként részt vett egyes jobboldali megmozdulásokban, melyeket főként állástalan diplomások szerveztek. E tapasztalatai nyomán kezdett szociálpolitikai tanulmányokkal is foglalkozni, illetve 1938 tavaszán csatlakozott a Hungarista Mozgalomhoz.
1939-ben az országgyűlési képviselő-választáson is elindult a jászapáti kerületben, ahol négy jelölt közül a legjobb eredménnyel zárta az első fordulót. Mivel azonban a szavazatok 40 %-át nem tudta megszerezni – ami az 1938-ban életbe lépett új választási törvény szerint szükséges volt az első fordulós mandátumszerzéshez –, június 6-án második fordulóra, akkori szóhasználat szerint pótválasztásra is sort kellett keríteni. Ezen már csak két jelölt indult, s Orosz a nyilaspárt színeiben, 33 szavazattöbbséggel győzni tudott a kormánypárti Magyar Élet Pártja (MÉP) által delegált Ulain Ferenccel szemben.
Győzelme mégsem volt tartós, mert a MÉP választókerületi vezetése – élén K. Pethes László korábbi jászapáti parlamenti képviselővel – jogorvoslattal élt. A közigazgatási bíróság vizsgálata arra irányult, hogy volt-e Orosznak a választáskor legalább egy éve folyamatos, élethivatásszerű állása és adózott keresete – ez is feltétele volt ugyanis a választhatóságnak. Ennek bizonyítása Orosz Mihály részéről nem sikerült, mivel egyrészt a házi tanítóskodást a bíróság nem tekintette rendes, adózott állásnak, ráadásul a bizonyítás során az is kiderült, hogy Orosz házi tanítóként egy percet sem dolgozott, Sopront elhagyva Jászárokszállásra ment, ahol nyilas pártirodát nyitott és pártszervező munkába fogott.
Emiatt a közigazgatási bíróság a választási eredményt 1940 január elején megsemmisítette és 1940. február 25-ére új, időközi választást tűzött ki. Ezen a nyilaspárt már Vágó Pált indította, a mandátumot pedig a kormánypárti Fáy István nyerte el. Orosz Mihály így tehát csak néhány hónapig volt a képviselőház tagja. Rövid parlamenti pályafutása nem is gyakorolt komolyabb hatást a jászsági nyilas mozgalomra, az a későbbiekben is csak néhány, jobbára szegény sorú család ügye maradt.
2001. január végén hunyt el a franciaországi Le Creusot településen.